# Kathryn Newton
Kathryn Love Newton, född 8 februari 1997 i Orlando, Florida, är en amerikansk skådespelare. Hon är mest känd för rollen som Clair Novak i Supernatural, även känd för roller som Abigail Carlson i Big Little Lies, och Lucy Pressman i Netflixserien The Society, Lucy Stevens i Pokémon: Detective Pikachu, Louise Brooks i Gary Unmarried, och som Alex Nelson i Paranormal Activity 4 för vilken om belönades med "Young Artist Award for Best Leading Young Actress in a Feature Film" 2013.
År 2020 medverkade hon i den väl recenserade filmen Freaky med Vince Vaughn, regisserad av Christopher Landon, som en tonårsflicka respektive en seriemördare, som byter kropp.

## Filmografi (i urval)
- 2002–2003 – All My Children (TV-serie)
- 2008–2010 – Gary Unmarried (TV-serie)
- 2011 – Bad Teacher
- 2012 – Paranormal Activity 4
- 2013 – Mad Men (TV-serie)
- 2013–2014 – Dog With a Blog (TV-serie)
- 2014–2018 – Supernatural (TV-serie)
- 2016–2017 – Halt and Catch Fire (TV-serie)
- 2017–2019 – Big Little Lies (TV-serie)
- 2017 – Lady Bird
- 2017 – Three Billboards Outside Ebbing, Missouri
- 2017 – Unga kvinnor (TV-serie)
- 2018 – Blockers
- 2019 – Pokémon: Detective Pikachu
- 2019 – The Society (TV-serie)
- 2020 – Freaky
- 2021 – The Map of Tiny Perfect Things
- 2023 – Ant-Man and the Wasp: Quantumania
- 2024 – Abigail